# Idrijske Krnice
Idrijske Krnice – wieś w Słowenii, w gminie Idrija. W 2018 roku liczyła 133 mieszkańców.